# NTC國家商貿中心
24°09′52″N 120°38′11″E / 24.164454°N 120.636492°E
NTC國家商貿中心（英語：National Trade Center）位於臺灣臺中市西屯區七期重劃區朝富路與市政北二路口，是潤隆建設建造的商辦大樓，並由國際建築事務所Aedas設計，基地面積1,382坪。樓高165.6公尺，為臺中市第6高的大樓。

## 建築設計
以春筍新生，預言七期繁盛未來。筍型建築在型態 、色彩 、肌理、文化上，皆展現擬態與內涵的相似。而其獨有的自由流線，在七期以矩形建築為主的聚落中，尤顯獨特，加上近150米的高聳量體，強烈彰顯其空間標誌性。